# Xu Chen (badminton)
Pour les articles homonymes, voir Xu Chen.
Dans ce nom chinois, le nom de famille, Xu, précède le nom personnel.
Xu Chen est un joueur de badminton chinois né le 29 novembre 1984 à Changzhou.
Il obtient avec Guo Zhendong une médaille de bronze en double hommes aux Championnats du monde de badminton 2010 à Paris. En 2011 à Londres, il est médaillé de bronze mondial avec Ma Jin en double mixte. Il est ensuite vice-champion olympique en double mixte en 2012 à Londres avec Ma Jin.